# 尾道市立土堂小学校
尾道市立土堂小学校（おのみちしりつ つちどうしょうがっこう）は、広島県尾道市西土堂町にあった公立小学校。他の市立小学校2校との統合による尾道市立尾道みなと小学校（新設）への再編に伴い、2025年3月限りで閉校となった。

## 概要
2005年から3年間、文部科学省の研究開発校に指定され、それに伴って百ます計算などの指導法で有名な隂山英男を校長に迎えた。2008年には内閣総理大臣経験者である安倍晋三が訪問した。
また「J-KIDS（全日本小学校ホームページ）大賞2008」では総務大臣賞を獲得するなどインターネットでの情報公開を積極的に行っていた。

## 歴史
- 1900年（明治33年） - 尾道第二尋常小学校設立
- 1920年（大正9年） - 土堂尋常小学校と改称
- 1936年（昭和11年） - 校歌制定
- 1941年（昭和16年） - 土堂国民学校と改称
- 1947年（昭和22年） - 尾道市立土堂小学校と改称
- 1991年（平成3年） - 土堂っ子太鼓発足
- 2021年（令和3年） - 9月より千光寺公園グラウンドの仮設校舎に移転[2]。
- 2025年（令和7年）
  - 3月9日 - 閉校記念式典が旧校舎で実施され、敷地内に建立された閉校記念碑の除幕式もおこなわれた[3]
  - 3月17日 - 最後の卒業式を挙行[4]
  - 3月31日 - この日をもって正式に閉校

## 移転統合の経緯
尾道市では2019年11月、中心部にある本校および尾道市立長江小学校・尾道市立久保小学校を、校舎の耐震補強の困難さや土砂災害の危険性などを理由に2020年度（2021年3月）をもって閉校し、久保小学校敷地に統合した新しい小学校を2023年に開校する計画を立てた。閉校から統合後の新しい小学校の開校までは尾道市立栗原小学校と尾道市立山波小学校に旧3校の児童を通学させる方針だったが、保護者などからの批判が相次ぎ、近くに仮設校舎を建設して統合まで対応することとなった。これにより、本校は2021年9月に千光寺公園グラウンドの仮設校舎に移転した。2022年11月、尾道市教育委員会は小学校3校に加え、尾道市立長江中学校・尾道市立久保中学校も対象に加えた小中一貫校を2025年4月に開校する方針を示し、小学校は長江中学校の敷地に校舎が設置されることとなった。学校の統合に関する議案は2023年9月20日の市議会で可決成立した。統合先の学校名は、2024年1月に開校準備委員会で「尾道みなと小学校」に案が絞られ、同年3月19日の尾道市議会で学校設置条例改正案が可決されて正式に決定した。

## 著名な出身者
- 林芙美子
- 大林宣彦
- 高橋源一郎（のち転校）
- 森岡久元（旧姓 井上）
- 山根真樹（映像作家）

## その他
広島県尾道市は数々の映画、アニメ、漫画作品の舞台として登場するが、移転前の土堂小学校もたびたびそれらの作品のワンシーンとして登場した。
- 転校生（映画）
- ふたり（映画）
- あの、夏の日 - とんでろ じいちゃん（映画）
- かみちゅ!（アニメ・漫画）
- ぱすてる（漫画）
- てっぱん（NHK 連続テレビ小説）
- 尾道渡船場かいわい（小説）
- 尾道物語 純情篇（小説）
- 尾道物語 幻想篇（小説）

ほか